# 허옌
허옌(贺赟, 1996년 9월 12일 ~ )는 평영을 주종목으로 하는 중국의 수영 선수이다. 2014년 인천 아시안 게임 여자 평영 100m 결승 경기에서 1분08초11로 동메달을 확득했다.